# Laila Ajjawi
Laila Ajjawi (ليلى عجاوي, ) (Irbid, 9 de junio de 1990) es una activista, grafitera, muralista y artista digital afincada en Jordania. De ascendencia palestina, nació y creció en un campo de refugiados palestinos en las afueras de Irbid en Jordania. En su trabajo pone de relieve a las mujeres que viven en Medio Oriente, centrándose en las refugiadas que sufren discriminación y tienen unos recursos limitados en sus países de residencia. Ha creado murales con Women on Walls, un proyecto de arte con sede en Egipto destinado a empoderar a las mujeres a través del arte urbano.

## Trayectoria
Ajjawi nació en un campo de refugiados en las afueras de Irbid en Jordania. Es la mayor de seis hermanos y su padre es trabajador de la construcción. Su familia construyó su casa en el lugar donde sus abuelos paternos se reasentaron durante la Nakba. Si bien su familia tiene vínculos culturales con Yenín, sus padres nacieron y crecieron en campos de refugiados. Su interés por el arte urbano comenzó cuando con 17 años recibió el encargo de pintar un mural para una guardería.
Asistió a la Universidad de Yarmouk y estudió física biomédica.
Completó su primer trabajo en 2014 en la Galería Ras Al Ain en un taller organizado por Women on Walls.
Ha trabajado como supervisora de un campo de refugiados. Comenzó su trabajo en respuesta a la crisis siria afirmando que su trabajo con los refugiados sirios ha ampliado su conocimiento de "la vida social y la humanidad".
Su obra muestra problemas como la violencia de género, la falta de representación de las mujeres en la fuerza laboral y la discriminación de los refugiados palestinos. Pinta murales de mujeres fuertes, como una forma de mostrar a otras mujeres y refugiadas que pueden tomar el control de sus vidas, a pesar de la oposición legal y social. Usa colores de tonos fríos para crear una sensación de paz y calma.
Consciente de las dificultades que podría causarle el incluir contenido político en sus obras, su arte se centra más en cuestiones sociales, especialmente los derechos de las mujeres.
Ajjawi ha acumulado numerosos premios por su arte, sus escritos y cortometrajes. Sobresale su mural Look At My Mind de 2014, que creó como parte del proyecto Women on Walls. En él cuestiona el enfoque social en la apariencia de las mujeres.
Otros murales son el de 2021 en Irbid titulado My country's daughter, y el completado en 2023 en celebración del Día Internacional de la Mujer.
Ajjawi se ha asociado con otros líderes que también se centran en el empoderamiento de las mujeres. Así, en 2015 pintó un mural para SheFighter, un lugar de entrenamiento de artes marciales exclusivo para mujeres de Lina Khalifeh en Amán.